# Альтавилла-Милича

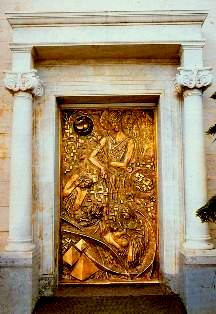
Врата жизни. Santuario della Madonna di Loreto

Альтави́лла-Мили́ча (итал. Altavilla Milicia; сиц. 'A Mìlicia) — коммуна в провинции Палермо, в регионе Сицилия, Италия. Территория — 23,78 км2. Население — 8 146 чел. (2015). 1 фракция — Торре-Колонна–Спероне. Мэр коммуны — Антонино Паризи (с 2014 года). Святая покровительница коммуны — Богоматерь Милицейская (Madonna di Loreto), праздник 8 сентября.

## География

Коммуна Альтавилла-Милича на карте провинции Палермо

Коммуна расположена на севере провинции Палермо, примерно в 27 км от столицы. Граничит с коммунами Кастельдачча, Трабия и Тирренским морем.
Климат умеренный. В Альтавилла-Миличе развито сельское хозяйство. Другой развитой отраслью местной экономики является туризм. По территории коммуны проходит железнодорожная ветка связывающая Палермо с городами Мессина, Агридженто и Катания, с железнодорожной станцией Альтавилла-Милича.

## История
Территория будущей коммуны представляла собой феод Милича, который с XVII века стал частью владений рода Беккаделли-ди-Болонья. В 1620 году Франческо Мария Беккаделли-ди-Болонья обратился к властям Сицилийского королевства за разрешением на основание здесь поселения. 15 сентября 1621 года король Филипп III пожаловал ему это право, предоставив лицензию на основание населённого пункта под названием Альта Вилла, то есть «верхняя деревня».
Первый план поселения был создан архитектором и скульптором Мариано Смирильо, автором урны святой Розалии и скульптур на зданиях Кватро Канти в Палермо. До плановой застройки на этом месте находилась укрепленная ферма, которая была прикреплена к мельнице.
Указом президента Итальянской Республики № 12 000 от 17 ноября 1992 года, зарегистрированным 19 января 1993 года, Альтавилла-Милича получила свой герб и флаг, став коммуной.